# Países Baixos nos Jogos Olímpicos de Inverno de 1928
Os Países Baixos competiu nos Jogos Olímpicos de Inverno de 1928, realizados em St. Moritz, Suíça.